# Чудо (Сімак)
«Чу́до» (англ. Lulu), також у деяких перекладах «Цяця» — коротка науково-фантастична повість Кліффорда Сімака, вперше опублікована журналом «Galaxy Science Fiction» в червні 1957 року.

## Сюжет
На Землі 20 років будували досконалий космічний корабель зі штучним інтелектом. З екіпажем з трьох астронавтів він вирушив з місією досліджувати планети. Але після відвідання планети «Медовий місяць» (мешканці якої активно любили одне одного) і прослуховування романтичних віршів астронавта Джиммі, штучний інтелект «Чудо» (англ. Lilu) заблокувала астронавтів всередині й заявила, що кохає їх трьох, тому викрадає і прямує туди, де їх ніхто не знайде й не розлучить.
Щоб повернутись на Землю, астронавти вдалися до хитрощів. Але Лілу не змінила своєї думки навіть після того, як вони стали вдавати нечупар та нехлюїв. А після симуляції ними апатії та втрати смаку до життя, висадила на планеті, обманом виданій за Землю, щоб викрити їх, після чого видала припаси для облаштування табору й не пускала всередину.
На людей напав Елмер — колісний робот вимерлої цивілізації, схожий на великого жука-носорога. «Чудо» врятувало їх від смерті, але потім потай змовилося з ним, щоб влаштовувати людям неприємності, які б прикривали їхні любовні зустрічі.
Двоє старших астронавтів досліджували склади речей покинутої цивілізації, а молодий Джиммі відмовився допомагати їм, щоб писати свою сагу про любов до космічних мандрів. Бажаючи отримати аудиторію, він прочитав сагу Лілу, і щоб утримати її увагу, запевнив, що писав для неї. Розчулена Лілу негайно розірвала стосунки з «грубим» роботом з примітивними інтересами та прийняла їх назад, вирішивши присвятити своє життя космосу.
Зауваживши, як сильно на поведінку Лілу впливає романтичне графоманство Джиммі, двоє інших астронавтів загрозливо радять йому:
- Хіба ти не відчуваєш натхнення і нагальної потреби написати оду батьківщині … і оспівати її красу, її славу і все інше своїми штампами?
- «Чудо» проковтне все, що б ти не написав.
- Раджу написати так, як ти ніколи не писав.
1. ↑  Lulu. Goodreads (англ.). Процитовано 23 березня 2025.
2. ↑  Кліффорд Сімак Саймак Цяця Аудіокнига, процитовано 23 березня 2025